# Andrew Ezergailis
Andrew Ezergailis (lettisk: Andrievs Ezergailis; født 10. december 1930 i Rites pagasts i Lettiske SSR, død 23. januar 2022) var en lettisk-født amerikansk pensioneret professor i historie ved Ithaca College i Ithaca i New York i USA. Ezergailis er kendt for sin research i det 20. århundredes lettiske historie, og i særdeleshed Oktoberrevolutionen i 1917 og Holocaust i Letland.
Andrew Ezergailis er siden den 12. oktober 2005 Officer af Trestjerneordenen, en orden han fik overrakt af Letlands præsident Vaira Vīķe-Freiberga på Riga Slot den 4. juli 2006.